# Allyn (település)
Allyn az Amerikai Egyesült Államok északnyugati részén, Washington állam Mason megyéjében elhelyezkedő statisztikai település. A 2010. évi népszámlálási adatok alapján 1963 lakosa van.
Az 1853-ban alapított település névadója Frank Allyn bíró. 1890-ben Allynben postahivatal, iskola, újság, fűrésztelep, két szalon, szálló és hajódaru is működött.

## Fordítás
- Ez a szócikk részben vagy egészben  az   Allyn, Washington című angol Wikipédia-szócikk ezen változatának fordításán alapul.  Az eredeti cikk szerkesztőit annak laptörténete sorolja fel. Ez a jelzés csupán a megfogalmazás eredetét és a szerzői jogokat jelzi, nem szolgál a cikkben szereplő információk forrásmegjelöléseként.